# ショック・トリートメント
『ショック・トリートメント』 (英語: Shock Treatment) は、1981年に公開されたアメリカのミュージカル映画。『ロッキー・ホラー・ショー』（1975年）の続編だが、ストーリーに直接のつながりはない。

## ストーリー
ブラッドとジャネットの故郷であるデントンのとある町は、それ自体が大きなテレビ局となり、住民は番組の出演者か視聴者に分けられていた。
夫婦となったブラッドとジャネットだったが、二人の結婚生活は危機に瀕していた。
彼らは司会者バートの番組に出演するが、二人の関係を修復するという名目の上で、ブラッドは精神科医マッキンリー兄妹の運営する病院に入院させられ、ジャネットはスターにされてしまう。
スターとして生活する中で、ジャネットは次第にブラッドのことを忘れていく。

## 主なキャスト
- ジェシカ・ハーパー：ジャネット・メイジャース
- クリフ・デ・ヤング：ブラッド・メイジャース/ファーリー・フレーバー
- リチャード・オブライエン：コズモ・マッキンリー医師
- パトリシア・クイン（英語版）：ネイション・マッキンリー医師
- ネル・キャンベル（英語版）：アンサロング看護師
- リック・メイヨール：リッキー
- バリー・ハンフリーズ：バート・シュニック
- チャールズ・グレイ：オリバー・ライト
- ルビー・ワックス（英語版）：ベティ・ハプシャット
- ジェレミー・ニューソン：ラルフ・ハプシャット

## 楽曲
- Overture
- Denton U.S.A.
- Bitchin' in the Kitchen
- In My Own Way
- Thank God I'm a Man
- Farley's Song
- Lullaby
- Little Black Dress
- Me of Me
- Shock Treatment
- Carte Blanche
- Looking for Trade
- Look What I Did to My Id
- Breaking Out
- Duel Duet
- Anyhow, Anyhow

## 舞台
この作品のファンであるベンジ・スペリング監督は、10年にわたってリチャード・オブライエンに舞台化の許諾を求めていた。
最終的にリチャードが折れ、オリジナルのロッキー・ホラー・ショーのように小劇場で上演することを条件に舞台化を認めた。
脚本にはトム・クローリーが起用された。
同舞台は2015年4月17日から6月6日まで、ロンドンのキングズ・ヘッド・シアターで上演された。

### キャスト
- ジュリー・アザートン（英語版）：ジャネット・メイジャース
- ベン・カー：ブラッド・メイジャース
- マーク・リトル/ピート・ギャラガー：ファーリー・フレーバー
- マテオ・オックスリー：ラルフ・ハプシャット
- ロザンナ・ハイランド：ベティ・ハプシャット
- アダム・リス＝デイヴィス：コズモ・マッキンリー
- ニック・ラモント：ネイション・マッキンリー